# لئو ویلدن
لئو ویلدن (به آلمانی: Leo Wilden)؛ زادهٔ ۳ ژوئیهٔ ۱۹۳۶ – ۵ مهٔ ۲۰۲۲) بازیکن فوتبال و مدافع اهل آلمان بود که از سال ۱۹۶۰ میلادی عضو تیم ملی فوتبال آلمان بوده‌است. وی در ۱۵ بازی ملی حضور داشته است و آخرین بازی ملی خود را در سال ۱۹۶۴ میلادی انجام داد. لئو ویلدن در بازی‌های ملی‌اش گلی به ثمر نرساند.